# Madeira Story Centre
Das Madeira Story Centre in Funchal ist ein regionalgeschichtliches Museum auf der portugiesischen Insel Madeira. Es vermittelt die Entwicklung des Archipels von der geologischen Entstehung, von Flora und Fauna sowie ihrer Geschichte ab der Besiedlung im 15. Jahrhundert.

## Lage, Bauwerk und Geschichte
Das Gebäude befindet sich im südlichen Teil der Altstadt von Funchal, der im 15. Jahrhundert erbauten „Zona velha“, und gehört zur Freguesia Santa Maria Maior. Im Westen schließt sich das heutige Stadtzentrum von Funchal an, in dem sich unter anderem die Kathedrale von Funchal befindet.
Das Madeira Story Centre besteht aus zwei Gebäuden. Das straßenseitige Gebäude beherbergte früher eines der ältesten Kinos von Funchal, das Cinema Santa Maria. Dazu kommt ein benachbartes Gebäude, das früher ein landwirtschaftliches Lagerhaus war. Beide Gebäude sind denkmalgeschützt. Investor des Madeira Story Centre war das zur Blandy Group gehörende Unternehmen FUN – Centros Temático do Funchal, das das Haus grundlegend umbauen ließ und dabei von der Regionalregierung gefördert wurde.
Von den schweren Überschwemmungen im Februar des Jahres 2005 war auch das Madeira Story Centre betroffen, das erst nach einer umfangreichen Renovierung wieder eröffnet werden konnte. Im Laufe der Jahre erwies sich das Museum für den Betreiber als defizitär, der es nach Ablauf des zehnjährigen Förderprogrammes im Februar 2015 schließlich verkaufte. Bis dahin hatten durchschnittlich 140.000 Besucher pro Jahr das Museum besucht, davon waren 98 Prozent Touristen.
Im Jahr 2015 wurde das Museum an den Geschäftsmann Luís Rodrigues Paixão verkauft. Der neue Besitzer investierte in das Haus, richtete es aber stärker auf den Restaurantbetrieb und den Verkauf aus. Während der Covid-19-Pandemie musste das Museum geschlossen werden und konnte erst im Juni 2020 wieder eröffnet werden.
Das Museumsgebäude umfasst drei Stockwerke, die sich durch unterschiedliche Angebote des Betreibers unterscheiden: Im Erdgeschoss war anfangs ein Museums-Shop und ein Museumscafé, deren Flächen nach dem Verkauf von 2015 auf ein Souvenirgeschäft und ein Restaurant aufgeteilt wurden. Im Erdgeschoss befindet sich der Museumseingang zum ersten Obergeschoss und die erste Station der Ausstellung. Diese erstreckt sich über das gesamte erste Obergeschoss. Im zweiten Obergeschoss ist seit der Eröffnung ein Restaurant, das die Dachterrasse einschließt.

## Ausstellung

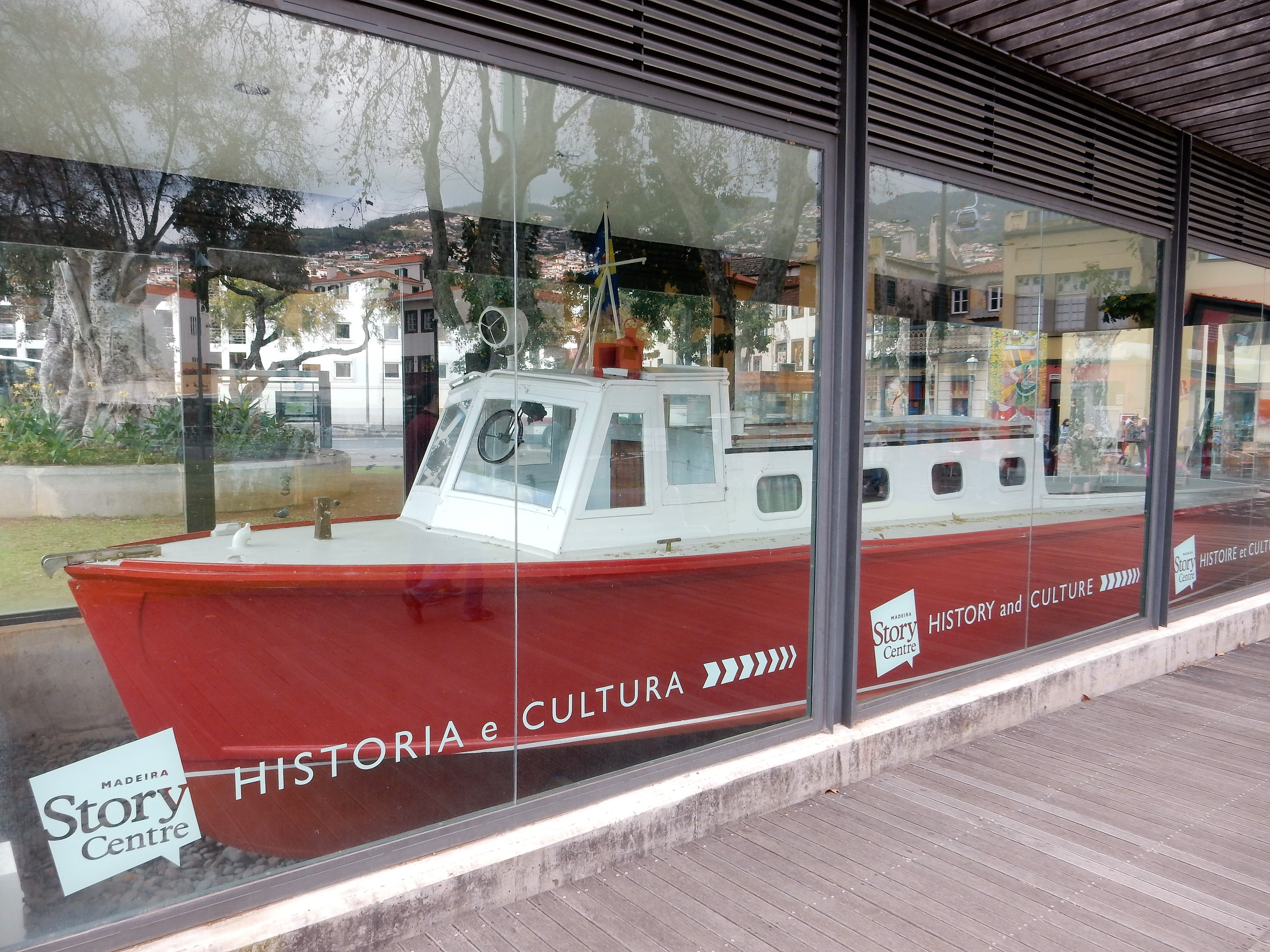
Motorboot Aquila im Glaspavillon vor dem Madeira Story Centre

Die interaktiven Stationen des Museums führen spielerisch an die Geschichte der Insel heran. Im Vordergrund stehen Modelle und nachgestellte historische Szenen mit lebensgroßen Figuren; weniger vertreten sind Originalexponate. Mehrsprachige Erläuterungen wenden sich an Touristen und auch an Kinder als Zielgruppe.
Die Ausstellung beginnt mit der vulkanischen Entstehung des Archipels mittels eines Vulkanmodells. Das Obergeschoss präsentiert die Lebensbedingungen der Tier- und Pflanzenwelt insbesondere der endemischen Arten. Es folgen weiter die portugiesische Besiedlung Madeiras samt den Problemen der Anfänge mit den Überfällen europäischer wie nordafrikanischer Korsaren und der Versklavung von Teilen der Bevölkerung, die wirtschaftliche Entwicklung von der Produktion von Zucker- über Wein- und Bananenanbau sowie dem Kunsthandwerk, die strategische Bedeutung der Insel für die Schifffahrt über den Atlantik wie nach Asien, berühmte Bewohner und Gäste wie Christoph Kolumbus, Napoleon Bonaparte oder Winston Churchill sowie die Entwicklung des Tourismus seit Anfang des 19. Jahrhunderts, zu dem auch die erste Flugverbindung mit Flugbooten der Fluggesellschaft Aquila Airways nach dem Zweiten Weltkrieg zählte. Es folgen Anregungen für einen Besuch der Insel mit Hinweisen zu besonderen Sehenswürdigkeiten.

## Außenexponate
Als Außenexponate sind zwei Boote im benachbarten Almirante-Reis-Park in gläsernen Pavillons ausgestellt, die ursprünglich im Hafen von Funchal eingesetzt waren: Das Motorboot Aquila diente der Aquila Airways als schwimmender Tower und als Tender für die Flugboote, die zwischen Southampton und Funchal verkehrten. Die 1900 in Großbritannien gebaute Barkasse Mosquito beförderte bis 1977 Passagiere zwischen den auf der Reede ankernden Schiffe und dem Pier vor Funchal.

## Publikationen des Madeira Story Centre
- Madeira. Eine kurze illustrierte Geschichte, Edition Pedro Ornelas, Funchal/Madeira 2009, ISBN 978-989-95535-0-7.